# Medinilla cordifolia
Medinilla cordifolia là một loài thực vật có hoa trong họ Mua. Loài này được Roxb. mô tả khoa học đầu tiên năm 1814.